# MS Victoria I
MS Victoria I er en cruisefærge der bliver drevet af det estiske rederi Tallink på den rute, der forbinder Stockholm i Sverige med Tallinn i Estland via Mariehamn i Åland. Hun blev bygget i 2004 på værftet Aker Finnyards i Rauma i Finland. Selv om skibets officielle navn er Victoria I, bliver hun ofte omtalt som Victoria, uden nummer. Dette er også navnet, der vises på toppen af hendes overbygning, mens det fulde navn er skrevet på skroget.
Mellem den 18. november og den 20. november 2005 foretog MS Victoria I en række en-dags krydstogter fra Helsinki til Tallinn, hvor sidstnævnte var en del af genvalgskampagne for den finske præsident Tarja Halonen. Brugen af det estisk flag på skibe, da præsidenten var om bord, fremkaldte protester fra det finske sømandsforbund.

## Eksterne links
- "MS Victoria I at Fakta om Fartyg". Arkiveret fra originalen 24. maj 2012. Hentet 13. maj 2010. (svensk)
- Victoria I at marinetraffic.com